# Этнические чистки грузин в Абхазии
Этнические чистки грузин в Абхазии, официально грузинскими властями также называемые как массовые убийства грузин в Абхазии и геноцид грузин в Абхазии (груз. ქართველთა გენოციდი აფხაზეთში) — этнические чистки, убийства и массовые депортации грузин из Абхазии во время войн в Абхазии 1992—1993 и 1998 годов, совершенные абхазскими сепаратистами и их союзниками из ряда стран. В ходе этнических чисток жертвами массовых убийств становились даже сами абхазы, а также армяне, греки, русские и другие народы. От 200 до 250 тысяч грузин стали беженцами.
Этнические чистки грузин в Абхазии официально признала ОБСЕ в 1994, 1996 и 1997 годах на саммитах в Будапеште, Лиссабоне и Стамбуле, призвав привлечь к уголовной ответственности виновников военных преступлений в Абхазии (в том числе и этнических чисток грузин). 15 мая 2008 года Генеральная Ассамблея ООН 14 голосами против 11 (при 105 воздержавшихся) приняла резолюцию 62/249 «Положение внутренне перемещенных лиц и беженцев из Абхазии, Грузия», в которой заявила, что «подчеркивает важность сохранения имущественных прав беженцев и внутренне перемещенных лиц из Абхазии, Грузия, включая жертв выявленной „этнической чистки“, и призывает все государства-члены не допускать приобретения лицами, находящимися под их юрисдикцией, любого имущества на территории Абхазии, Грузия, в нарушение прав возвращающихся лиц». Совбез ООН также принял ряд резолюций с призывом прекращения огня.

## Предыстория
До войны 1992 года грузины составляли до половины населения Абхазии, по официальным данным, при доле абхазов не выше одной пятой. В 1926 году абхазы и грузины составляли по одной трети населения, в то время как оставшуюся треть составляли русские, армяне и греки. В 1949 году, в ходе сталинских репрессий была проведена депортация греков Абхазии. Большая иммиграция русских, армян и грузин увеличила долю населения этих народов, в то время как численность абхазского населения даже не удвоилась к 1989 году. Грузин же стало почти в четыре раза больше с 67494 до 239872 человек, армян — в три раза, русских — в шесть раз.

### Грузино-абхазский конфликт
В 1992 году между правительством Грузии и сторонниками независимости Абхазии разразился конфликт, переросший в войну. Эскалация боёв настала после захвата силами МВД Грузии города Сухуми и приближению войск к Гудауте. Этническая политика грузин в Сухуми привела к тому, что многие люди были изгнаны из своих домов, но среди беженцев появились и те, кто был настроен на то, чтобы с оружием в руках отстоять своё право на жизнь на родных землях. Подобную политику применяли и абхазы в отношении грузин, что привело к выселению более чем 250 тысяч человек из своих домов. Пользуясь помощью России, абхазы вооружили множество добровольческих батальонов: со слов политолога Георгия Мирского, помощь абхазам оказывала одна из российских военных баз в Гудауте, поставляя тяжёлое пехотное оружие, бронетехнику, артиллерию, ракеты и снаряды, хотя прямых доказательств этому не было. В борьбе против грузинских войск участвовали вооружённые отряды Конфедерации горских народов Кавказа, отряд из Чеченской Республики Ичкерия «Серые волки», кубанские казаки, добровольцы из Приднестровья и Российской Федерации (в том числе бывшие военнослужащие подразделений специального назначения). Политолог Бруно Коппитерс писал, что страны Западной Европы пытались как можно скорее погасить конфликт, уговаривая Москву перестать оказывать поддержку абхазам в конфликте. Совбез ООН принял ряд резолюций, призвав к прекращению огня и расследованию этнических чисток, к которым могли быть причастны абхазы.
Грузинские власти обвиняют абхазскую сторону в истреблении сотен тысяч этнических грузин, которые отказались покидать свои дома и свою историческую родину. По предварительным данным, жертвами массовых убийств стали от 8 до 10 тысяч человек без учёта погибших в 1998 году в регионе Гали во время резни. От 200 до 250 тысяч человек лишились своих домов и были оттуда выселены. Наряду с грузинами пострадали также коренные абхазы, русские, греки, армяне и другие народы. Были разрушены более 20 тысяч жилых домов, сотни школ, детских садов, церквей, больниц и исторических памятников. Государственный департамент США, основываясь на докладах организации Human Rights Watch, обвинил абхазские власти в преступлениях против грузинского гражданского населения:

[Абхазские] сепаратистские силы совершили широкомасштабные злодеяния против грузинского гражданского населения, убив множество женщин, детей и стариков, захватив некоторых в качестве заложников и подвергнув пыткам других… они также убили множество грузинских граждан, которые остались на занятой абхазами территории… Сепаратисты начали террор против грузинского национального большинства, хотя пострадали и другие национальности. Чеченцы и представители других северокавказских народов из Российской Федерации, согласно сообщениям, примкнули к местным абхазским войскам и участвовали в совершении зверств… Бежавшие из Абхазии делали весьма правдоподобные заявления о зверствах, в том числе об убийств гражданских лиц вне зависимости от возраста и пола. Тела, которые были вывезены с абхазской территории, свидетельствуют о массовом применении пыток.
Оригинальный текст (англ.)The [Abkhaz] separatist forces committed widespread atrocities against the Georgian civilian population, killing many women, children, and elderly, capturing some as hostages and torturing others ... they also killed large numbers of Georgian civilians who remained behind in Abkhaz-seized territory... The separatists launched a reign of terror against the majority Georgian population, although other nationalities also suffered. Chechens and other north Caucasians from the Russian Federation reportedly joined local Abkhaz troops in the commission of atrocities ... Those fleeing Abkhazia made highly credible claims of atrocities, including the killing of civilians without regard for age or sex. Corpses recovered from Abkhaz-held territory showed signs of extensive torture

После войны правительство Грузии, ООН и ОБСЕ вместе с беженцами начали расследование и сбор фактов о геноциде, этнических чистках и депортации грузин абхазами во время войны. В 1994 и 1996 годах на саммите ОБСЕ в Будапеште был признан факт этнических чисток в отношении грузин в Абхазии, а лица, которые совершили эти преступления, были осуждены. В марте 2006 года Международный военный трибунал в Гааге заявил, что рассмотрел все документы, представленные Грузией, и после полномасштабного рассмотрения пришёл к выводу о возможности начала судебного преследования обвиняемых в этнических чистках и начала слушаний по делу об этнических чистках, военных преступлениях и террора против грузин в Абхазии. Кэтрин Дейл из Управления Верховного комиссара ООН по делам беженцев выступила с заявлением, в котором рассказала о совершённых зверствах.

В бывшем туристическом лагере в Кутаиси огромное количество беженцев рассказывало об «обыденной практике» под названием «итальянский галстук», в ходе которой язык вырывали из горла и завязывали вокруг шеи. Женщина говорила о человеке, которого заставили изнасиловать его несовершеннолетнюю дочь, а также об абхазах, занимавшихся некрофилией. Мужчина сообщал, что в Гудауте абхазы убивали малолетних детей и их отрубленными головами играли в футбол. В отдельных отчётах повторялись подобные заявления.
Оригинальный текст (англ.)In a former tourist camp in Kutaisi, a large gathering of displaced people tell of the "common practice" called the "Italian necktie", in which the tongue is cut out of the throat and tied around the neck. A woman tells of a man being forced to rape his teenage daughter, and of Abkhaz soldiers having sex with dead bodies. A man tells how in Gudauta, Abkhaz killed small children and then cut off their heads to play football with them. These themes are repeated in many separate accounts.

## Этнические чистки в 1992—1993 годах
На Международном военном трибунале в Гааге и в отчётах Human Rights Watch, а также в представленных документах в ООН фигурировали многие преступления против грузинского населения Абхазии с 1992 по 1993 годы и в последующие послевоенные годы. Абхазские власти утверждают, что грузины намеренно завысили число лиц, погибших от рук абхазских военных и что даже в официальных сводках Правительства Грузии число погибших намного меньше.

### Гагра
3 сентября 1992 года между Грузией и Абхазией было подписано соглашение, по которому грузины обязались вывести свои войска из Гагры и её окрестностей, равно как и абхазы обязались не атаковать Гагру. Вскоре грузинские батальоны «Шавнабада», «Аваза» и «Белый Орёл» со своей техникой и тяжёлой артиллерией покинули город: там остались только добровольческие отряды грузин из Гагры. Однако 1 октября 1992 года абхазы всё же двинулись в сторону Гагры: атаку спланировали чеченцы во главе с Шамилем Басаевым и северокавказские добровольцы. Грузинские отряды потеряли контроль над районами Леселидзе и Колхида и к концу дня были полностью уничтожены. После падения города в плену оказались множество гражданских жителей: в тот же день в городе началась бойня.
От рук абхазов и чеченцев погибли жители Гагры, Леселидзе, Колхиды и других местных населённых пунктов. В основном жертвами становились молодые люди и дети. Один из выживших сообщал следующее:

Когда я вернулся домой, то я был удивлён тому, что на улице много вооружённых людей. Они вели себя тихо. Я принял одного из них за своего грузинского соседа и спросил по-грузински «Как дела?». Он схватил меня за плечо и сказал: «Молчи». Я за себя не боялся и думал, что они убили мою семью. Он спросил по-русски: «Где твоя молодёжь? Тебя мы не убьём, их убьём». Я сказал, что их здесь нет и что тут только старики.
Оригинальный текст (англ.)When I returned home I was surprised to see a lot of armed people on the street. They were quiet. I mistook one of them for my Georgian neighbour, and I said, "How are you?" in Georgian. He grabbed me by the wrist and said, "Keep quiet." I wasn't afraid for myself; I thought they had killed my family. He asked me in Russian, "Where are your young people? We won't kill you, we'll kill them." I said they weren't here, that there were only old people left.

Женщины и девушки подвергались изнасилованиям. Грузинская пожилая жительница, пережившая нападение на Гагру, рассказала, что несколько нападавших привели слепого человека и его брата, после чего стали избивать слепого, его брата и жену прикладом от автомата, обзывая «собакой» и избивая его. Когда он упал, то истёк кровью, а один солдат спросил, есть ли здесь молодые девушки, пообещав не убивать старушку. Та ответила, что девушек здесь не было.

Моего мужа Серго оттащили и привязали к дереву. Абхазка по имени Зоя Цвизба принесла поднос с солью, после чего взяла нож и стала резать им моего мужа. Потом она бросила соль на открытые раны моего мужа и терзала его так 10 минут. Потом они заставили грузинского мальчика (они его потом убили) вырыть трактором яму. Они бросили туда моего мужа и похоронили его заживо. Я помню, что перед тем, как его засыпали, он сказал: «Дали, позаботься о детях!»
Оригинальный текст (англ.)My husband Sergo was dragged and tied to a tree. An Abkhaz woman named Zoya Tsvizba brought a tray with lots of salt on it. She took the knife and started to inflict wounds on my husband. After that, she threw salt on to my husbands exposed wounds. They tortured him like that for ten minutes. After, they forced a young Georgian boy (they killed him afterwards) to dig a hole with the tractor. They placed my husband in this hole and buried him alive. The only thing I remember him saying before he was covered with the gravel and sand was: "Dali take care of the kids!"

Все, кто не успел покинуть город, были обречены на пытки, мучения, изнасилование и смерть. 1 октября в 17:00 от 1 до 1,5 тыс. человек собрали и поместили под стражу на футбольном стадионе. 6 октября около 50 человек были найдены повешенными на линиях электропередачи. Позднее оставшихся на футбольном стадионе мужчин, женщин и детей расстреляли и похоронили в братской могиле недалеко от стадиона. Михаил Демьянов, наблюдатель ВС РФ, которого грузины называли одним из советников Владислава Ардзинбы (позднее Демьянов попал в плен к грузинам), сообщил Human Rights Watch:

Когда они [абхазы] вошли в Гагру, я увидел басаевский батальон. Я такого ужаса ещё не видел: они изнасиловали и убили всех, кого схватили и выволокли из домов. Командир абхазов Аршба изнасиловал 14-летнюю девочку и потом приказал расстрелять её. Я весь день слышал крики и плач людей, которых жестоко пытали. А на следующий увидел, как расстреляли толпу людей на стадионе. Поставили пулемёты с миномётами, людей согнали прямо на поле. За пару часов убили всех

Наблюдатели ООН начали расследование по факту массовых убийств в Гагре. Заместитель председателя Верховного совета Абхазии, заместитель начальника Гагрской администрации Михаил Джинджарадзе был также расстрелян.

### Камани
14 марта 1993 года абхазы не смогли взять Сухуми и направили свои войска в северную сторону, которая разделяла контролируемый грузинами Сухуми и земли под контролем Абхазии. 4 июля милиция Конфедерации горских народов Кавказа, абхазские батальоны и армянский батальон имени Баграмяна были переправлены на кораблях ВМС РФ к городу Ткварчели, после чего начали атаку на север Сухуми. Грузины и добровольцы из УНА-УНСО обороняли деревни Шрома, Тамиши и Камани. Нападение абхазов стало полной неожиданностью: 5 июля грузины потеряли 500 человек только за пару часов. В деревне Камани жили в основном сваны (грузинский этнос) и православные монахини Церкви Святого Георгия. В тот день в деревне погибли множество женщин и детей: территория вокруг церкви была забрызгана кровью. На глазах у отца Юрия (Ануа) и отца Андрея были изнасилованы и убиты монахини. Священников арестовали и отправили на допрос, но те заявили, что земля церкви не принадлежит ни Абхазии, и ни Грузии, а является «Божьей землёй». Оба были убиты одним из солдатом Конфедерации горских народов; ещё один священник, которого заставили стрелять по отцу Андрею, был также убит. Всего в тот день погибли 120 человек.

### Сухуми
Военный корреспондент Томас Гольц утверждал, что в сентябре 1993 года во время боёв за Сухум на него были сброшены истребителями МиГ-29 500-килограммовые вакуумные бомбы, разрушившие кварталы Сухуми и деревни на реке Гумиста. О событиях в городе вплоть до его падения освещал российский журналист Дмитрий Холодов. Первые бомбардировки, согласно Холодову, начались 2 декабря 1992 года, когда ракета взорвалась на улице Мира. Далее был обстрелян городской рынок, на котором погибли в тот день 18 человек. 27 июля 1993 года трёхстороннее соглашение России должно было послужить причиной немедленного прекращения огня, и снова грузины вывели всю свою тяжёлую артиллерию, танки и войска из Сухуми. Абхазам запретили продвигаться вперёд или обстреливать город, а Россия гарантировала Грузии, что город никто не тронет, если грузины выведут свои войска. Вся грузинская армия была эвакуирована на кораблях ВМС РФ в Поти, а в Сухуми не осталось ни одного военного. 1 сентября были снова открыты все школы, и гражданские вернулись в Сухуми. Президент Грузии Эдуард Шеварднадзе получил все гарантии от Ельцина и призвал грузин вернуться в город.
Однако перемирие не соблюдала ни одна сторона, и 16 сентября в 8 утра абхазские войска с их союзниками атаковали Сухуми. Бои велись в течение 12 дней: защитники города, вооружённые автоматами Калашникова и ружьями, не получали никакой поддержки от артиллерии или механизированных частей. В бою участвовали даже актёры театра Сухуми, оборонявшие город. Сухуми подвергался бомбардировкам с воздуха и постоянным артобстрелам, и 27 сентября город пал. Абхазы, горцы КГНК и русские добровольцы взяли штурмом Дом правительства Абхазии. Во время боя из города были вывезены около 1 тысячи человек, которые потом были жестоко убиты. По словам Тамаза Надареишвили, автора книги «Геноцид в Абхазии», осаждавшие не гнушались ничем в городе:

Они схватили девушку, которая пряталась в кустах у дома, где были убиты её родители. Её изнасиловали несколько раз, потом убили и расчленили. Она была разрублена пополам. Рядом с её телом оставили записку: «Как эти части тела больше не соединить, так и Абхазия с Грузией не будут больше вместе»

Ещё одной свидетельницей зверств нападавших в Сухуми была грузинка, которая рассказала российскому кинорежиссёру Андрею Некрасову следующую историю: абхазы схватили её семилетнего сына и застрелили на глазах у матери, потом потащили женщину к колодцу, где стояли по колено в воде голые мужчины и женщины, звавшие о помощи. Солдаты сбросили на них трупы, потом бросили гранату и снова сбросили трупы. Всё это время грузинку заставляли стоя на коленях смотреть на эту картину. Потом один из солдат вырезал глаз у трупа и пытался запихать его в рот женщине.
В плен к абхазам попали и сотрудники прогрузинского правительства Абхазии: председатель Совета министров Абхазии Жиули (Жюли) Шартава, госсоветник Вахтанг Гегелашвили, сотрудник Совмина Сумбат Саакян, министр промышленности Рауль Эшба и другие, а также мэр Сухуми Гурам Габискирия и сотрудники полиции Сухуми. Изначально им гарантировали безопасность, однако вскоре всех попросту казнили: Шартаву же перед этим жестоко пытали.
В течение двух недель продолжалась бойня в городе, а не успевшие покинуть город жители прятались в заброшенных домах и подвалах. Однако не выжил практически никто из грузинских бойцов ополчения, также не избежали пыток и казней ни мирные жители, ни медперсонал (в основном женщины). Всех убивали на месте, в том числе и детей: на глазах у матери были застрелен 5-летний ребёнок абхазским солдатом. Жертвами массовых убийств стали более 100 сотрудников культуры (в том числе и женщины): погибли художественный руководитель Дома отдыха Гумиста Нато Милорава, актёры Драматического театра Василий Чхеидзе, Теймураз Жвания и Гурам Геловани, а также директор Сухумского парка культуры и отдыха Юрий Давитая. 200 учителей (в том числе 60 женщин) были убиты в городе. В Хыпста (Ахалсопели) было расстреляно 17 человек: там же 70-летнему человеку вырезали сердце, ещё одного зарубили топором, а 65-летнего человека привязали к трактору и запытали до смерти.
Жертвами также стали абхазские граждане, скрывавшие грузинских беженцев или помогавшие им. От рук адыгейца был убит абхаз Темур Кутарба на глазах у детей за то, что отказался убивать грузинских гражданских лиц; на месте погибли 23-летний грузин В. Вадакрия и его абхазский друг, защищавшие Кутарбу.

### Очамчири
В Очамчири во время абхазского штурма погибли 400 грузинских семей. Местных согнали на футбольный стадион Ахалдаба(нет такого стадиона в Очамчири), разделив мужчин, женщин и детей отдельно. Мужчин расстреливали, женщин и детей насиловали и после убивали. По свидетельствам выживших грузин, абхазы в течение 25 дней удерживали в лагерях женщин и детей,
постоянно насилуя и избивая. Более 50 грузинских военнопленных были казнены. Подобная резня повторилась ещё и в Кочаре, где проживало до войны 5340 человек. Около 235 человек погибли, свыше 1000 домов были разрушены.

### Гали
После взятия Сухуми единственным регионом в Абхазии, где большинство населения составляли грузины, был Гали, однако местные жители не участвовали в войне. В начале 1994 года в Гали произошли кровопролитные события, закончившиеся изгнанием и массовым истреблением местного населения, свидетелями катастрофы стали наблюдатели ООН. С 8 по 13 февраля 1994 года абхазские воинские формирования атаковали деревни, разрушив 4200 домов, убив множество людей и изнасиловав почти всех женщин. Буйствовавших абхазов не смогли сдержать даже российские миротворцы: с 1995 по 1996 годы нападения на грузин не прекращались (450 человек погибло, тысячи человек бежали).

## После войны

Численность основных этнических групп Абхазии в 1989 и в 2003 годах

В 1995 году отчёт Human Rights Watch признал Абхазию виновной в неоправданной волне насилия против грузинского населения и множестве военных преступлений против этнических грузин, что и привело к массовому бегству грузин из Абхазии. Заявлялось, что к преступлениям были причастны не только коренные абхазы, но и добровольцы с кавказских республик России, которым обещали хорошее материальное вознаграждение. Последствиями этнических чисток стали от 200 до 250 тысяч беженцев и перемещённых лиц, уехавших в Грузию (в основном в Самегрело, 112208 человек по данным UNHCR на июнь 2000 года). Беженцы в Тбилиси размещались в гостиницах, общежитиях и бывших советских казармах. Около 30 тысяч грузин уехали в Россию.
В начале 1990-х жившие в Грузии беженцы отказывались от ассимиляции в грузинское общество, да и Грузия не хотела терять рычаг давления на Абхазию. Около 60 тысяч человек вернулись в Гали с 1994 по 1998 годы, десятки тысяч бежали из Гали после обострения конфликта в 1998 году, но вскоре всё же 40-60 тысяч человек окончательно поселились в Гали. В настоящее время ООН призывает Абхазию не принимать меры, несовместимые с правом на возвращение и международными документами о правах человека, а также начать сотрудничать с постпредом ООН по правам человека в Гали и принять гражданскую политику ООН.